# Sankspelspindel
Sankspelspindel (Semljicola alticola) är en spindelart som först beskrevs av Holm 1950.  Sankspelspindel ingår i släktet Semljicola och familjen täckvävarspindlar. Arten är reproducerande i Sverige. Inga underarter finns listade i Catalogue of Life.